# 三日月百子
株式会社三日月百子（みかづきももこ）は、かつて「ミカヅキモモコ」の店舗ブランドで300円ショップを運営していた日本の企業。

## 概要
1999年3月に設立。西日本を中心に、ショッピングモールや複合商業施設内にテナント出店する形で、小学生からヤングミセスまでをターゲットとした「ミカヅキモモコ」の屋号で、ファンシーグッズを中心に、服飾雑貨、アクセサリー関連商品などを扱う300円ショップを展開していた。商品の一部はメーカーと共同開発していた。
2014年1月期には30億5812万円の売上があり、株式上場も視野に入れていた。しかし、100円ショップとの競争により業績が低迷し、スクラップアンドビルドを実行して業績回復に努めたものの、それに伴う借入金が財務面を圧迫し、2020年には取引金融機関に対してリスケジュールを要請した。
2020年1月期の売上も27億3,000万円にとどまり、さらに新型コロナウイルスの影響により業績はさらに悪化。このため三日月百子は、緊急融資を受けた他、不採算店舗の閉鎖を行ったものの業績は改善されず、2021年2月8日に事業を停止して事後処理を弁護士に一任した。
在庫買取業者である株式会社Shoichiは、翌日の2021年2月9日、三日月百子が手掛けていた「ミカヅキモモコ」の店舗の一部を譲受する事を発表。「ミカヅキモモコ」の一部店舗並びに商標は三日月百子からShoichiへ譲渡され、Shoichiへ譲渡された店舗は同年3月1日からShoichiによる運営がスタートした。
ただし、Shoichiは「ミカヅキモモコ」オンラインショップは継承せず、「ミカヅキモモコ」オンラインショップは三日月百子の事業停止と同時に閉店した。
三日月百子は、2021年3月24日に大阪地方裁判所から破産手続開始決定を受けた。負債総額は約12億7,500万円。

## 店舗
事業停止時点では47店舗を運営していた。このうち7店舗はShoichiへ譲渡され、「ミカヅキモモコ」公式サイトもShoichiへ譲渡された。残りの40店舗はShoichiへ譲渡されずに閉店した。

## テレビ出演
- 日経スペシャル カンブリア宮殿「"300均"スペシャル ～新たな消費を生む"300円"の価値」（2011年7月7日放送、テレビ東京）[8]

## 書籍
- 物河昭 著『ミカヅキモモコ 女子社員総幸福度』リトルガリヴァー社、2013年5月1日。ISBN 9784903970738